# Чемпионат Чехословакии по хоккею с шайбой 1950/1951
Чемпионат Чехословакии по хоккею с шайбой 1950/1951 — 15-й сезон чехословацкой хоккейной лиги. Чемпионом стал клуб Ческе-Будеёвице, для которого этот титул стал первым в истории.

## Формат
Сезон 1950/51 прошёл на фоне события, которое повлияло на весь чехословацкий хоккей. В 1950 году коммунистические власти инициировали судебный процесс против 12 лучших хоккеистов Чехословакии, которые в итоге получили тюремные сроки по сфабрикованным обвинениям. Расклад сил в клубном чехословацком хоккее полностью изменился. Сильнейший клуб страны ЛТЦ Прага, основу которого составляли обвинённые хоккеисты, был переименован в ЗСЕ ОД Прага. Чемпионат получился равным и непредсказуемым: например, команды, занявшие первые 2 места были разгромлены 2-мя последними командами: Простеёв—Кралово Поле 10:1, Ческе-Будеёвице—Пардубице 2:8. Чемпион определился в последнем туре: им стал Ческе-Будеёвице, опередивший на 1 очко Сокол ВЖКГ и Кралово Поле. В связи с расширением участников по итогам чемпионата ни одна команда не выбыла. 

## Турнирная таблица
| №  | Команда           | И  | В | Н | П | ГЗ | ГП | О  |
| -- | ----------------- | -- | - | - | - | -- | -- | -- |
| 1. | Ческе-Будеёвице   | 14 | 8 | 2 | 4 | 62 | 54 | 18 |
| 2. | Сокол ВЖКГ        | 14 | 8 | 1 | 5 | 73 | 45 | 17 |
| 3. | Кралово Поле Брно | 14 | 7 | 3 | 4 | 73 | 63 | 17 |
| 4. | АТК Прага         | 14 | 6 | 2 | 6 | 64 | 70 | 14 |
| 5. | Слован Братислава | 14 | 6 | 2 | 6 | 61 | 75 | 14 |
| 6. | Простеёв          | 14 | 5 | 2 | 7 | 58 | 56 | 12 |
| 7. | ЗСЕ ОД Прага      | 14 | 5 | 2 | 7 | 65 | 65 | 12 |
| 8. | Славия Пардубице  | 14 | 3 | 2 | 9 | 43 | 71 | 8  |

## Лучшие бомбардиры
1. Ченек Пиха (Ческе-Будеёвице) — 24 шайбы
2. Властимил Бубник (Кралово Поле) — 22
3. Владимир Боузек (Сокол ВЖКГ), Франтишек Жак (ЗСЕ ОД) — по 17

## Состав чемпиона
Вратари
Карел Кроупа, Иржи Колоух, Ян Водичка
Защитники
Франтишек Вацовски, Роман Харипар, Владислав Мизера, Станислав Пиха, Вацлав Ленц, Ян Лидрал, Винтирж Немец
Нападающие
Ченек Пиха, Франтишек Мизера, Леопольд Вавра, Карел Билек, Вацлав Калиста, Карел Оберляйтнер, Ладислав Горак
Тренер — Ян Калиш